# Hans Sloane
Pour les articles homonymes, voir Sloane.
Hans Sloane, 1er baronnet, né le 16 avril 1660 à Killyleagh dans le comté de Down en Irlande et mort le 11 janvier 1753 à Londres (Chelsea), est un médecin, naturaliste et collectionneur irlandais d'origine écossaise. Par son mariage, il est aussi propriétaire de plantations et esclaves dans la colonie britannique de la Jamaïque. La fortune qu'il en tire lui permet d'établir une vaste collection d'histoire naturelle à l'origine du British Museum.

## Biographie

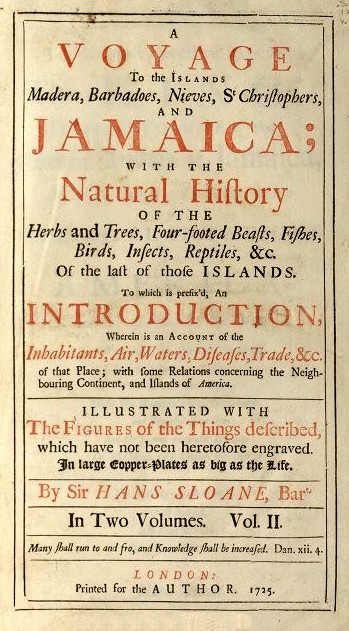
Page de titre de Voyage aux îles de Madère, La Barbade, Nieves, St. Christopher et la Jamaïque, publié en 1725.

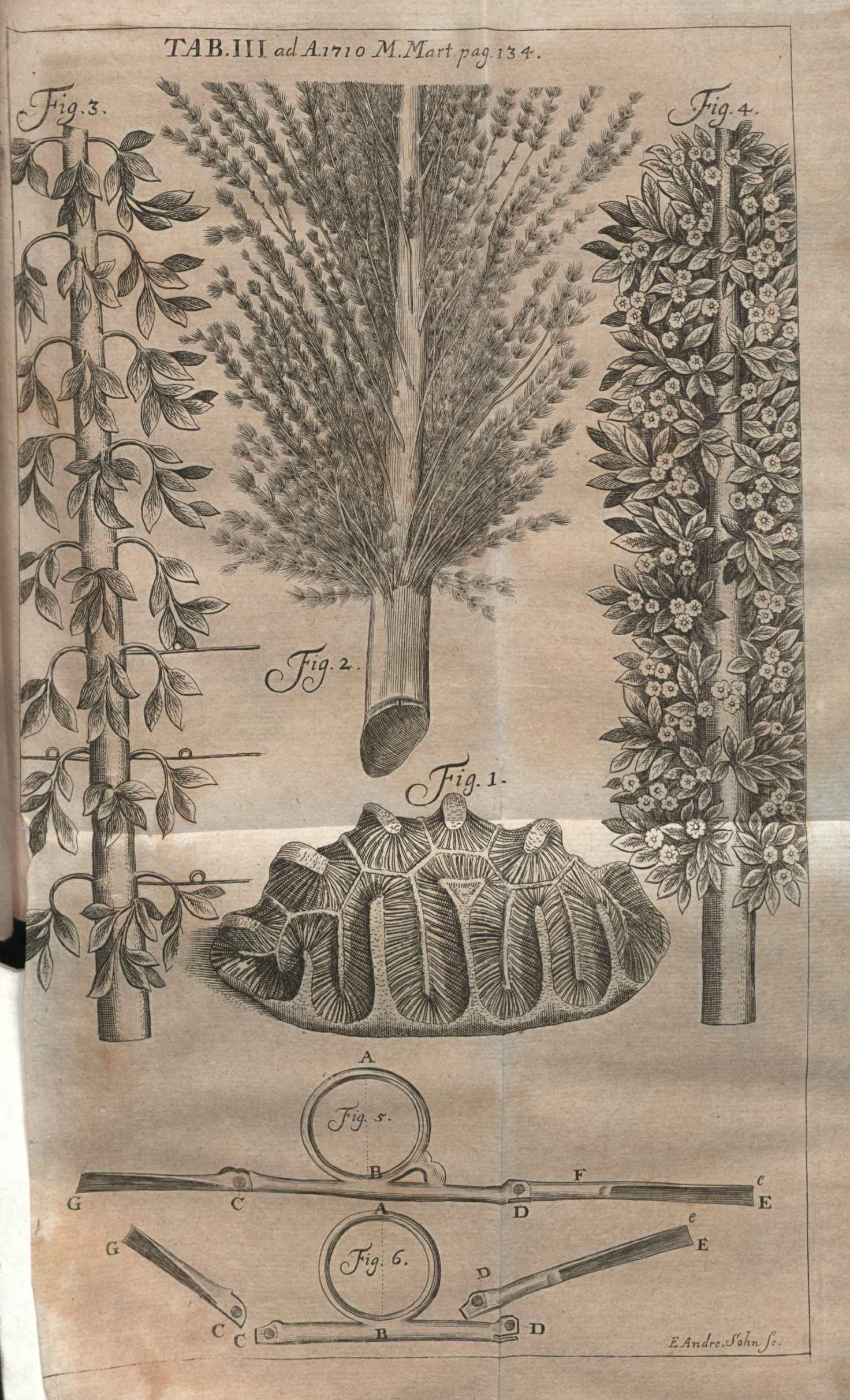
Illustration de A voyage to the islands Madera, Barbados, Nieves, S. Christophers and Jamaica publiée sur les Acta Eruditorum du 1710.

Son père dirige une colonie écossaise fondée par Jacques Ier.
Dès son jeune âge, Hans Sloane collectionne les objets d'histoire naturelle et d'autres curiosités. Son penchant l'incline à suivre des études de médecine. On l'envoie à Londres où il étudie la botanique, la pharmacopée et la pharmacie. Après quatre ans passés à Londres, il voyage à travers la France et s'arrête notamment à Paris et à Montpellier, avant d'obtenir son titre de docteur en médecine à l'université d'Orange le 27 juillet 1683. Il revient à Londres avec une quantité considérable de plantes et d'autres objets curieux. John Ray utilise de nombreuses plantes de Sloane pour la rédaction de son History of Plants.
Sloane est bientôt élu à la Royal Society et reçoit le concours de Thomas Sydenham dans son apprentissage de la médecine. En 1687, il devient membre de l'école de médecine. La même année, il part exercer dans la colonie de Jamaïque, à la cour du duc d'Albemarle. Mais celui-ci meurt peu après l'arrivée de Sloane : son séjour ne dura que quinze mois mais, avec l'aide des planteurs anglais et de leurs esclaves africains, Sloane récolta tout de même près de 800 nouvelles espèces de plantes, la Jamaïque n'ayant été jamais étudiée auparavant. Il en publie le compte rendu en latin en 1696 et, plus tard, le récit de son voyage A Voyage to the islands Madera, Barbados, Nieves, St Christophers and Jamaica (1707 et 1725), en deux volumes illustrés de gravures noir et blanc,.
Il devient secrétaire de la Royal Society en 1693 et fut l'éditeur de sa revue, Philosophical Transactions, durant vingt ans. Il continue à pratiquer la médecine, mais uniquement auprès des plus riches, nobles ou bourgeois, d'Angleterre.
En 1695, il épouse Elizabeth Langley Rose, riche héritière des plantations de canne à sucre de la Jamaïque exploitées par des esclaves,.
En France, il est nommé correspondant de Jacques Cassini à l'Académie royale des sciences le 4 mars 1699, et associé étranger le 27 mars 1709.

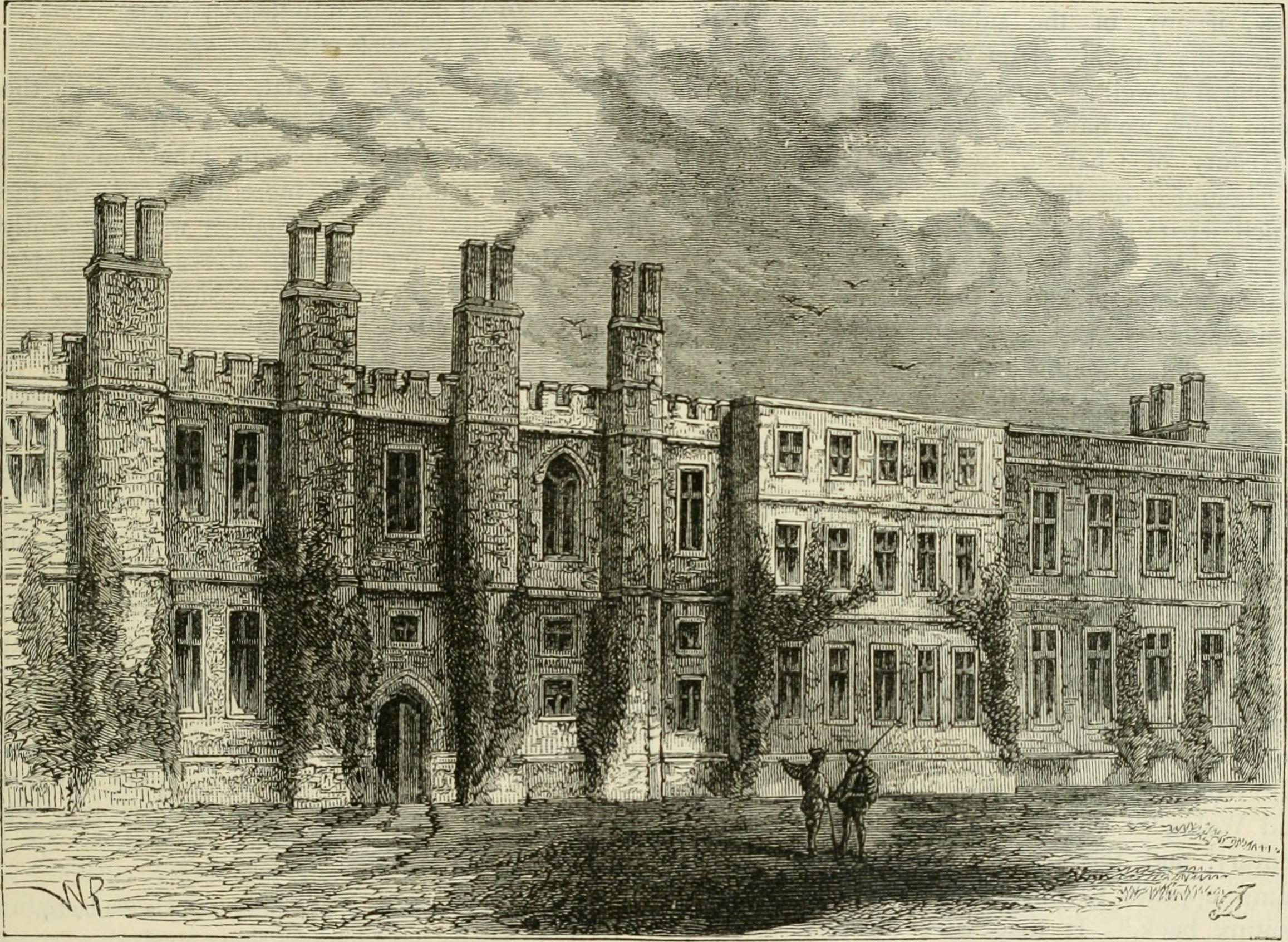
Son manoir à Chelsea.

Il achète en 1712 à Chelsea, près de Londres, un domaine ayant été l'ancienne résidence du roi Henri VIII et devient un important propriétaire foncier. Dans le parc, il installe le Chelsea Physic Garden.
En 1716, Sloane est fait baronnet et est le premier médecin à recevoir ce titre héréditaire. En 1719, il devient président de l'école de médecine, fonction qu'il occupa durant seize ans. En 1722, il devient médecin-général de l'armée britannique et en 1727 médecin du roi George II. En 1727, il succède à Sir Isaac Newton à la présidence de la Royal Society dont il était membre depuis le 21 janvier 1685. Il prend sa retraite à l'âge de 80 ans.
La renommée de Sloane repose surtout sur son action en faveur des sciences plutôt que sur ses propres contributions à l'avancement des sciences ou de la médecine. Ainsi, il achète en 1712 à Chelsea, près de Londres, un manoir où il installe le Chelsea Physic Garden.
Il assiste également financièrement certains naturalistes-voyageurs comme Mark Catesby qui explore l'Amérique du sud-est. Il subvient également aux besoins de Stephen Gray. Grâce à de tels envois, il fait paraître Fish of Jamaica.
Mort en 1753, il est enterré au côté de son épouse Elisabeth, morte le 17 septembre 1724.

## Ses collections

### À l'origine du British Museum
Il acquiert, par legs ou pour effacer certaines dettes, des collections importantes comme le cabinet de curiosités de William Courten en 1701.
Quand Sloane prend sa retraite en 1741, il installe sa bibliothèque et son cabinet de curiosités dans son manoir de Cheyne Walk à Chelsea.
À sa mort en 1753, il lègue ses immenses collections constituées de livres, de manuscrits, de gravures, d'images, de médailles, de pièces de monnaie, de sceaux, de camées et d'autres curiosités à la nation, à la condition que le Parlement verse la somme de 20 000 livres sterling, chiffre très faible en regard de la valeur réelle de la collection. Le legs est accepté dans ces termes la même année et la collection de Sloane, à laquelle George II ajoute la bibliothèque royale, est à l'origine du British Museum qui ouvre au public en 1759.

### Collections ornithologiques
Ses collections comportaient 1 172 spécimens (des peaux d'oiseaux, des squelettes, des œufs et des nids). Malheureusement, rien ne subsiste de cette collection.

### Herbier
L'herbier de Sloane est conservé au Musée d'histoire naturelle de Londres qui en a publié le catalogue.

## Remède ophtalmique
Hans Sloane était l'inventeur d'un remède contre les inflammations des yeux, dont la recette, tout d'abord secrète, parut ensuite sous le nom de « remède ophtalmique »[réf. nécessaire] :
«   Le Chevalier Hans Sloane, qui depuis quelque temps a abandonné & la pratique & le séjour de la Ville de Londres, a voulu encore contribuer à l'utilité publique, en publiant le secret d'un Remède fort efficace dans les Inflammations, dans les Faiblesses  et dans d'autres maladies des yeux. Son Ecrit est in 8. Voici sa Recette: Prenez, une once de Tutie préparée ; deux scrupules de Pierre Hématite ; douze grains du meilleur Aloé, et quatre de foudre de Perles, Mettez, tous ces ingrédients dans un Mortier de Marbre ou de Porphyre, & broyez-les exactement avec un Pilon dt la même Pierre, en y mêlant assez, de graisse de Vipère, pour en faire un Liniment, dont on se servira une ou deux fois par jour, en en faisant entrer une petite quantité dans l'œil malade par le moyen d'un pinceau fin. Sans prétendre contefter les vertus de ce Remède, qu'il nous soit permis de remarquer que les évacuations abondantes par le moyen de Saignées, de Véficatoires, de Ventouses, &c. dont Mr. Sloane accompagnait l'usage de son Spécifique »

## Honneurs et critiques

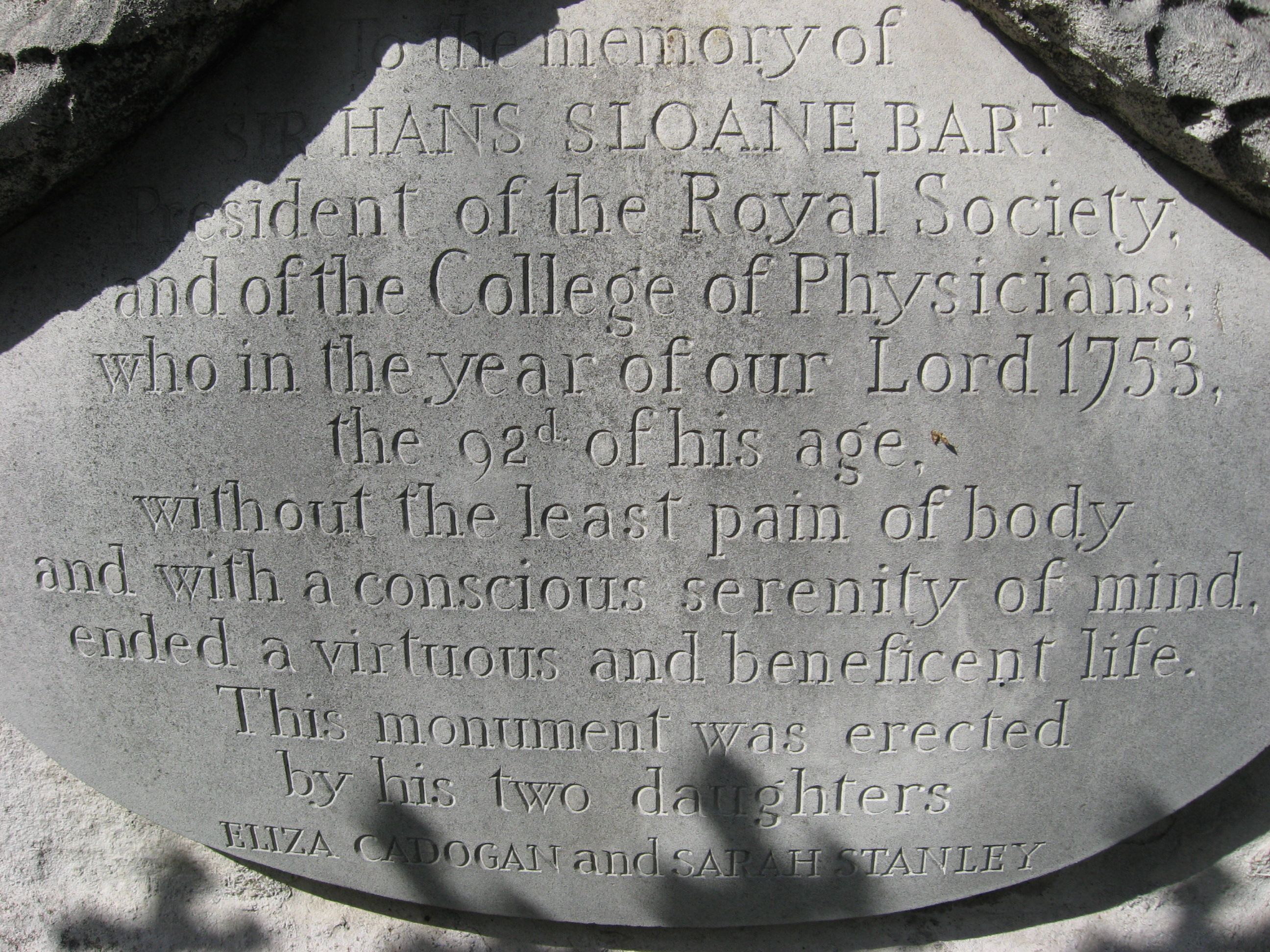
Épitaphe du mémorial de Sloane.

### Hommages
On a donné son nom à plusieurs lieux du quartier londonien de Chelsea : Sloane Square, Sloane Street et Sloane Gardens, situés dans le district royal de Kensington et Chelsea. Son prénom a servi à baptiser Hans Street, Hans Crescent, Hans Place et Hans Road, dans le même secteur. En sciences naturelles, son nom a été donné au papillon de nuit Urania sloanus, au genre botanique Sloanea, un genre d'arbres tropicaux de la famille des Elaeocarpaceae décrit par Linné, et à une espèce de fougères, Saccoloma sloanei, décrite par George Samuel Jenman dans la famille des Dennstaedtiaceae.

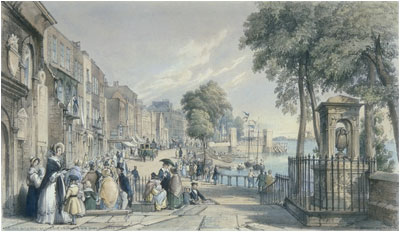
Vue de Chelsea avec une partie de la vieille église et la tombe de Sir Hans Sloane. Lithographie en couleurs de William Parrott, datée de novembre 1853.

Hans Sloane est enterré le 18 janvier 1753 en la vieille église de Chelsea avec cette épitaphe :
« In memory of Sir Hans Sloane, Bart, President of the Royal Society and of the College of Physicians, who died in the year of our Lord 1752, the ninety-second year of his age, without least pain of body, and with a conscious serenity of mind ended a virtuous and beneficient life. This monument was erected by his two daughters, Eliza Cadogan and Sarah Stanley »

Que l'on peut traduire par : 

« En mémoire de Sir Hans Sloane, Baronnet, Président de la Royal Society et du Collège des Médecins, mort dans l'année 1742 de notre Seigneur dans sa 92e année, qui sans la moindre douleur corporelle, en pleine conscience et l'esprit serein est arrivé au terme d'une vie profitable. Ce monument a été érigé par ses deux filles, Eliza Cadogan et Sarah Stanley. »

### Critiques

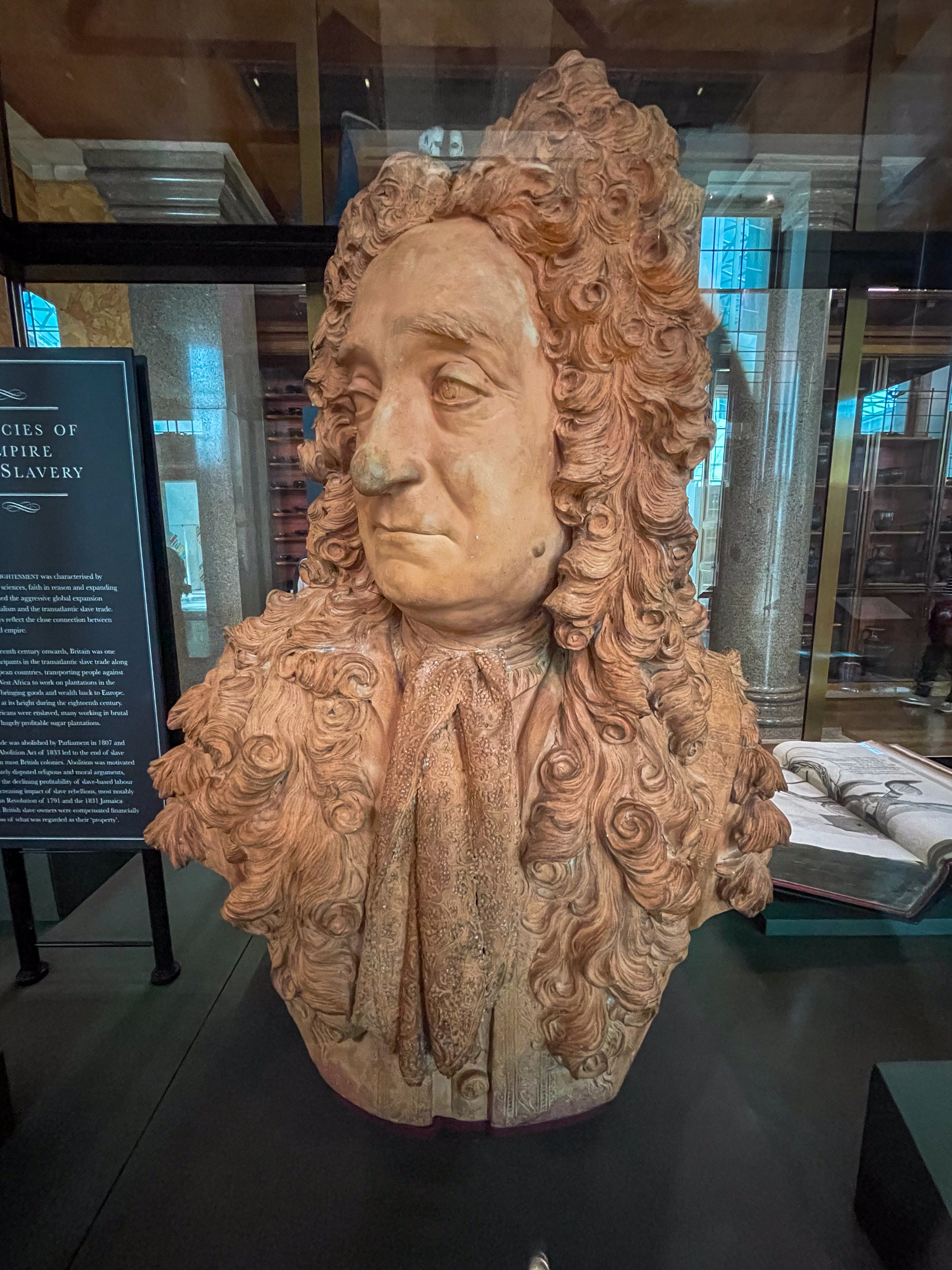
Le buste de Hans Sloane en vitrine au British Museum.

En 2020, à la suite du mouvement de protestation Black Lives Matter, l'origine de la fortune de Hans Sloane, à savoir les revenus issus des plantations coloniales esclavagistes de sa femme, incite le British Museum à retirer de son piédestal le buste de son fondateur, pour l'exposer dans une vitrine en rappelant ses activités. Désormais il est présenté comme « médecin, collectionneur, érudit, philanthrope et propriétaire d'esclaves ». Selon le directeur du musée, Hans Hartwig : « Nous l'avons retiré de son piédestal où personne ne le regardait pour le placer sous le feu des projecteurs ».